# Bek (sochař)
| G29 | k | A1 |

| G29 | k | A1 |

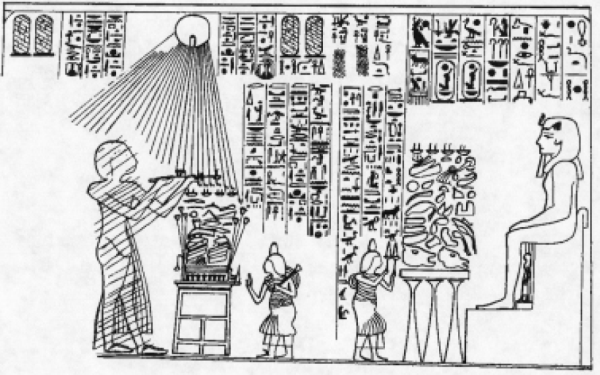
Asuánská stéla Mena a Beka

Bek nebo Bak (v egyptštině bɜk „sluha“) byl hlavním královským sochařem za vlády faraona Achnatona. Jeho otec Men zastával stejné postavení za Amenhotepa III. a jeho matka Roi byla z Heliopolisu.
Bek vyrostl v Heliopolisu, důležitém kultovním centru boha Ra. Bek následoval faraona Achnatona do Amarny, města, které Achnaton založil. Dohlížel na otevření velkých chrámových soch krále a na otevření kamenolomů v Asuánu a Gebel el-Silsila, odkud byl kámen přepravován.
Stéla nalezená v Asuánu, vytvořená kolem devátého roku Achnatona, ukazuje Mena a jeho syna Beka s faraony, kterým sloužili. Na pravé straně stojí Men před sochou Amenhotepa III. Socha je pravděpodobně jednou z kolosů faraona, který Men vytvořil. Tato strana stéla odráží tradiční umělecký styl 18. dynastie. Znakem Amarnského období je fakt, že bylo jméno „Amenhotep“ vynecháno a namísto něj zopakováno faraonovo trůnní jméno „Nebmaatre“, aby nebyl zmíněn bůh Amon, jehož kult byl zakázán. Na levé straně stély je zobrazen Bek před Achnatonem, kde Achnaton uctívá boha Atona. Typickým rysem obrazů z Amarnského období jsou paprsky Atona zakončené rukama. Atonovo a Achnatonovo jméno bylo později odstraněno.
Na stéle je Bek popisován jako „učeň, kterého jeho pán učí.“ Příčinou toho mohou být Achnatonovy reformy.
Stéla (nyní v Berlíně) ukazuje Beka s jsou ženou Taheret. Nápis této stély ho také zmiňuje jako učně, který je učen Achnatonem.
Jsou také známí někteří další sochaři z Amarnského období, například sochař Thutmose (tvůrce slavné busty Nefertiti) a Yuti, sochař královny Tiye.